# Река (Церкно)
Река (словен. Reka) — поселення на р. Ідрійца в общині Церкно, Регіон Горішка, Словенія. Висота над рівнем моря: 252.8 м. 